# La maga (telenovela)
La maga (La maga y el camino dorado) è una telenovela argentina, terza produzione di Nickelodeon, basata sul film del 1939 Il mago di Oz. Ha debuttato in America Latina il 13 ottobre 2008, concludendosi dopo 48 episodi il 9 febbraio 2009.
La serie è stata trasmessa in Italia su Rai Gulp dal 10 giugno al 15 luglio 2013, per un totale di 52 episodi, contro i 48 originali.

## Trama
Dorothy, una giovane povera e orfana di madre, vive con un uomo che crede essere suo padre e lavora per lui in un negozio di verdure. Una notte, però, la ragazza attraversa una soglia che conduce ad un mondo parallelo: qui riceve un paio di scarpe e scopre di essere stata scelta per liberare la terra di Oz da una strega malvagia. Ad aiutare Dorothy ci sono tre inseparabili amici, Spaventapasseri, Magrolino e Leoncio. Dorothy percorrerà il camino dorado per liberare la terra dei muxnixs e per scoprire se stessa e la sua vera identità, infatti lei è una Shelton, famiglia importantissima, e trovare e scoprire l'amore di Ivan anche se tutto sarà ostacolato da Brunilda (zia legittima) che non vuole che la verità si scopra e da Pia che è la fidanzata di Ivan nonché la falsa Shelton. Tra magia, realtà e amore Dorothy riuscirà a farsi valere, a vincere il male e a conquistare il suo Ivan.

## Personaggi
- Dorothy, interpretata da Florencia Otero.
- Iván/Arján, interpretato da Patricio Arellano.
- Kuiky/Leoncio, interpretato da Alejandro Paker.
- Andrés/Uomo di latta, interpretato da Leonardo Trento.
- Frido/Spaventapasseri, interpretato da Carlos March.
- Fata, interpretata da Andrea Surdo.
- Brunilda, interpretata da Karina K.
- Don Antonio/Bill Hill, interpretato da Omar Calicchio.
- Pía/Arcangela, interpretata da Maida Andrenacci.